# Anagnutes
Les Anagnutes (en latin, Anagnutes) étaient un peuple gaulois dont la localisation, probablement dans les Mauges (sud-ouest du Maine-et-Loire), n'est pas établie avec certitude.

## Éléments d'information
Ce peuple, qui n'est pas cité par César dans la Guerre des Gaules, est connu grâce à Pline l'Ancien dans son Histoire naturelle :
« À l'Aquitaine appartiennent les Ambilatres, les Anagnutes, les Pictons, les Santons... »
— Pline, Histoire naturelle, Livre IV, 108.
Selon Jean Hiernard, le territoire des Anagnutes pourraient avoir été situés au sud de la Loire et à l'est de la Sèvre, donc dans la région des Mauges, laissant aux Ambilatres les territoires à l'ouest de la Sèvre (pays de Retz). Comme les Ambilatres et les Namnètes (au nord de la Loire), ils étaient jusqu'à la conquête romaine en relation avec les Vénètes et faisaient partie du groupe des Gaulois armoricains. Les autres peuples limitrophes étaient les Pictons à l'est et les Andécaves au nord-est.
Les Anagnutes n'apparaissent pas dans la liste des cités de la Gaule romaine. L'organisation romaine des provinces (mise en place sous le règne d'Auguste) en Gaule a dû supprimer leur autonomie antérieure : comme celui des Ambilatres, leur territoire est rattaché à la cité des Pictons et à la province d’Aquitaine, les Pictons ayant été les alliés de Rome, notamment lors de la guerre contre les Vénètes en -56.
Venceslas Kruta ne les mentionne pas dans son ouvrage Les Celtes : histoire et dictionnaire.